# Врховни совјет Совјетског Савеза
Врховни совјет Совјетског Савеза (рус. Верховный Совет СССР) био је највиши законодавни орган у Совјетском Савезу и једини који је могао да изгласа амандмане на устав. Врховни совјет је бирао Президијум, формирао Савет министара, Врховни суд и именовао генералног тужиоца Совјетског Савеза. Врховни совјет био је наследник Конгреса совјета и Централног извршног комитета Совјетског Савеза.

## Структура
Врховни совјет састојао се од два дома, оба с једнаким законодавним овлашћењима, чији су чланови бирани на четири године:
- Совјет Савеза, чији су чланови бирани на бази становништва односно један депутат на сваких 300.000 становника Совјетског Савеза.
- Совјет националности, чији су чланови били заступници сопствених етничких група односно по 32 депутата из сваке конститутивне републике, 11 из сваке аутономне републике, 5 из сваке аутономне области и по један из сваког аутономног округа.

Према совјетским уставима из 1924, 1936. и 1977, Врховни совјет је имао влеику законодовану моћ, али је у стварности био само институција која је спроводила одлуке које би већ изгласала Комунистичка партија Совјетског Савеза. Тек је с применом перестројке и делимично слободним изборима 1989, Врховни совјет задобио веће овласти у држави.
Врховни совјет се након 1989. године састојао од 542 посланика (пре тога их је бројао до 1500). Заседања су такође била учесталија, у просеку од шест до осам месеци годишње.

## Председници Президијума Врховног совјета Совјетског Савеза
- Михаил Калињин (17. јануар 1938 — 19. март 1946)
- Николај Шверник (19. март 1946 — 6. март 1953)
- Климент Ворошилов (15. март 1953 — 7. мај 1960)
- Леонид Брежњев (7. мај 1960 — 15. јул 1964)
- Анастас Микојан (15. јул 1964 — 9. децембар 1965)
- Николај Подгорни (9. децембар 1965 — 16. јун 1977)
- Леонид Брежњев (16. јун 1977 — 10. новембар 1982) (умро током мандата)
- Василиј Кузњецов (10. новембар 1982 — 16. јун 1983) (вршилац дужности)
- Јуриј Андропов (16. јун 1983 — 9. фебруар 1984) (умро током мандата)
- Василиј Кузњецов (9. фебруар 1984 — 11. април 1984) (вршилац дужности)
- Константин Черњенко (11. април 1984 — 10. март 1985) (умро током мандата)
- Василиј Кузњецов (10. март 1985 — 27. јул 1985) (вршилац дужности)
- Андреј Громико (27. јул 1985 — 1. октобар 1988)
- Михаил Горбачов (1. октобар 1988 — 25. мај 1989) промењено име функцији

## Председници Врховног совјета Совјетског Савеза
- - Михаил Горбачов (25. мај 1989 — 15. март 1990)
  - Анатолиј Лукјанов (15. март 1990 — 26. децембар 1991)

Напомена:15. марта 1990. већина власти је пребачену у новоосновану канцеларију Председника Совјетског Савеза. Анатолиј Лукјанов је био изабран за председника Врховног совјета да би заменио Михаила Горбачова. Иако је задржао своје име, председник Врховног совјета је сада био председник парламента, а не шеф државе. Стварне извршне власти је задржао Михаил Горбачов.